# Mimi Urbanc
Mimi Urbanc, slovenska geografinja, * 11. september 1969, Kranj.
Urbančeva je v Kranju med letoma 1976 in 1984 obiskovala Osnovno šolo Simona Jenka, nato pa Gimnazijo v Škofji Loki, ki jo je končala leta 1988. Na Filozofski fakulteti Univerze v Ljubljani je študirala geografijo in zgodovino in za diplomsko nalogo leta 1996  prejela Študentsko Prešernovo nagrado Filozofske fakultete. Magisterij je dokončala leta 2002, nato pa leta 2007 na Univerzi na Primorskem doktorirala z doktorsko disertacijo Vpliv spreminjanja državnih mej na kulturno pokrajino v slovenski Istri.
Urbančeva je od leta 1996 zaposlena na Geografskem inštitutu Antona Melika, od leta 2007 je bila namestnica predstojnika, zdaj je namestnica direktorja ZRC SAZU. Ukvarja se z različnimi vsebinami s področja regionalne geografije, varstva okolja, agrarne geografije, zemljepisnih imen, kulturne geografije in kulturnih pokrajin. Je članica Komisije za standardizacijo zemljepisnih imen Vlade Republike Slovenije, članica uredniškega odbora revije Geografski obzornik, članica Working group on exonyms ter Working group on on toponymic data files and gazetteers, ki delujeta v okviru The United Nations Group of Experts on Geographical Names (UNGEGN), predstavnica Slovenije v The Permanent European Conference for the Study of the Rural Landscape ter članica predsedstva Zveze geografov Slovenije.